# Zhao Jingbin
Zhao Jingbin (en chino: 赵景滨; Tongliao, 18 de abril de 1990) es un deportista chino que compitió en remo.
Ganó una medalla de bronce en el Campeonato Mundial de Remo de 2012, en la prueba de ocho con timonel ligero. Participó en los Juegos Olímpicos de Río de Janeiro 2016, ocupando el octavo lugar en la prueba cuatro sin timonel ligero.

## Palmarés internacional
| Campeonato Mundial | Campeonato Mundial | Campeonato Mundial | Campeonato Mundial      |
| Año                | Lugar              | Medalla            | Prueba                  |
| ------------------ | ------------------ | ------------------ | ----------------------- |
| 2012               | Plovdiv (Bulgaria) | Medalla de bronce  | Ocho con timonel ligero |